# William Wallace (Schauspieler)
William „Bill“ Andrew Wallace (* 1. Oktober 1953 in New York City, New York) ist ein US-amerikanischer ehemaliger Schauspieler.

## Leben
Wallace hat schottische Vorfahren und ist ein entfernter Verwandter des schottischen Freiheitskämpfers William Wallace. Er begann Mitte der 1980er Jahre mit dem Filmschauspiel. Seine erste Rolle hatte er 1984 in Beverly Hills Cop – Ich lös’ den Fall auf jeden Fall. 1986 hatte er neben einer Nebenrolle in Delta Force auch eine größere Rolle in America 3000. Er wirkte in jeweils einer einzelnen Episode der Fernsehserien Raumschiff Enterprise – Das nächste Jahrhundert, Schatten der Leidenschaft und American Dreams mit. Ab den 1990er Jahren trat er als Filmschauspieler nur noch in unregelmäßigen Abständen in Erscheinung. Nach 2003 folgten keine weiteren Besetzungen.

## Filmografie
- 1984: Beverly Hills Cop – Ich lös’ den Fall auf jeden Fall (Beverly Hills Cop)
- 1986: Delta Force (The Delta Force)
- 1986: America 3000
- 1986: Nighthunter (Avenging Force)
- 1987: Raumschiff Enterprise – Das nächste Jahrhundert (Star Trek: The Next Generation) (Fernsehserie, Episode 1x09)
- 1988: Vater gibt nicht auf (Danger Down Under) (Fernsehfilm)
- 1989: Die Wilde von Beverly Hills (Troop Beverly Hills)
- 1989: Geboren am 4. Juli (Born on the Fourth of July)
- 1990: Starfire (Solar Crisis)
- 1993: Cover Story
- 1994: Time Chasers
- 1996: Solo
- 1996: Apollo 11 – Die erste Mondlandung (Apollo 11) (Fernsehfilm)
- 2002: Schatten der Leidenschaft (The Young and the Restless) (Fernsehserie, Episode 1x7526)
- 2003: American Dreams (Fernsehserie, Episode 2x07)